# Alberto Fermín Zubiría
Alberto Fermín Zubiría (Montevideo, 9 d'octubre de 1901 - ibídem, 4 d'octubre de 1971) fou un advocat i polític uruguaià, president constitucional del Consell Nacional de Govern durant l'any 1956.

## Biografia
El 1926 es va graduar en Dret a la Universitat de la República. Començant la seva trajectòria política el 1920 i va actuar en l'Assemblea Representativa entre 1923 i 1925.
El 1932 va ingressar la Cambra de Diputats fins a la dissolució de les Cambres, decretat pel cop d'Estat de 1933.
Es va manifestar fervent opositor a Gabriel Terra, defensant militars fidels a les institucions i promovent diversos recursos de Hábeas Corpus. Tal conducta el va portar al desterrament el 1935.
El 1943 va tornar al parlament, però va ser designat Ministre d'Indústria i Treball pel president Tomás Berreta. El 1948 va ocupar el Ministeri de l'Interior fins a 1950, quan va passar al Banc de la República (Brou).
El 1954 va ser elegit per ocupar un lloc en el Consell Nacional de Govern, sent president d'aquest l'any 1956 i desentrampant-se en el Consell fins a 1959.
El 1966 va ser elegit a ocupar un escó a la Cambra de Senadors, càrrec que no va arribar a ocupar en virtut de la seva renúncia.